# New York, New York (sang)
 For alternative betydninger, se New York, New York. (Se også artikler, som begynder med New York, New York)
"New York, New York" er sang, der siden slutningen af 1970'erne har været forbundet med Frank Sinatra.

Egentlig er sangen fra 1977-filmen New York, New York af Martin Scorsese, og den blev oprindeligt sunget af Liza Minnelli.